# Kniha roku Lidových novin 2023
Kniha roku Lidových novin 2023 je 33. ročník od obnovení ankety Lidových novin o nejzajímavější knihu roku. Do ankety jsou také započítány hlasy pro knihy vydané koncem roku 2022. Lidové noviny oslovily kolem 350 respondentů, hlasovalo jich 139. Uzávěrka byla 3. prosince 2023, výsledky vyšly ve speciální příloze novin v sobotu 9. prosince 2023.
V anketě zvítězila životopisná kniha Andrey Sedláčkové Toyen vydaná nakladatelstvím Prostor.

## Výsledky
1. Andrea Sedláčková: Toyen – 11 hlasů
2. Aleš Palán, Miloslav Nevrlý: Náčelník – 7 hlasů
3.–4. Jaroslav Rudiš: Návod k použití železnice – 5 hlasů
3.–4. Milan Kundera: Unesený Západ – 5 hlasů
5.–10. Stanislav Komárek: Jezovita Balbinus  – 4 hlasy
5.–10. Zuzana Dostálová: Karneval zvířat – 4 hlasy
5.–10. Martin Groman: Kriegel – 4 hlasy
5.–10. Jiří Padevět: Kronika třetí republiky – 4 hlasy
5.–10. Jan Wiendl, František Wiendl: Oplocený čas – 4 hlasy
5.–10. Henry Kissinger: Umění politické strategie – 4 hlasy